# Kingman (Kansas)
Kingman è un comune degli Stati Uniti d'America, situato nello Stato del Kansas, nella contea di Kingman, della quale è il capoluogo.